# 上海市慈善基金會
上海市慈善基金會是中華人民共和國上海市的一个非营利性法人和慈善組織，成立於1994年5月。上海市慈善基金會接受杜会团体、组织以及个人的捐贈，並將資金捐贈給殘疾人、有困难的老人、兒童，兴办和維修上海市的慈善設施。陳鐵迪、冯国勤、钟燕群先後擔任該組織的理事長。陳鐵迪、冯国勤在退休後出任上海市慈善基金会名誉理事长。

## 外部連結
- 官方网站